# Bernardo Araya Zuleta
Bernardo Araya Zuleta (Tocopilla, 1 de diciembre de 1911-detenido desaparecido, 2 de abril de 1976) fue un dirigente sindical y político del Partido Comunista de Chile. Junto con su esposa, María Olga Flores, fue detenido y hecho desaparecer por la dictadura militar de Chile.

## Biografía

### Vida laboral y política
Estudió en el Liceo de Hombres de Antofagasta y a los 16 años trabajó como mensajero de Telégrafos de Chile en Antofagasta. Entre la década de 1930 y la de 1940 se desempeñó en diversas labores en la Maestranza del Ferrocarril de la Anglo-Chilena en Tocopilla y en el Ferrocarril de Antofagasta a Bolivia. En aquellos años se afilió al Partido Comunista y organizó a los sindicatos industriales. En 1940 realizó un curso sobre economía marxista dictado por la colectividad. En febrero de 1946 era subsecretario general de la Confederación de Trabajadores de Chile cuando esta se dividió. Encabezó el sector integrado por comunistas, radicales y falangistas (en oposición con el otro sector liderado por socialistas), primero con el cargo de secretario general interino, y luego como secretario general. Se mantuvo en ese cargo hasta que fue detenido en octubre de 1948, bajo el Gobierno de Gabriel González Videla, acusado de conspiración. Fue reemplazado por Domiciano Soto.
En las elecciones parlamentarias de 1945, fue elegido diputado por la Segunda Agrupación Departamental "Antofagasta, Tocopilla, El Loa y Taltal", para el período 1945-1949. Fue elegido por el Partido Progresista Nacional, denominación que ocuparon los comunistas en esos comicios. Fue diputado reemplazante en la Comisión Permanente de Vías y Obras Públicas; y en la de Trabajo y Legislación Social. El 4 de enero de 1949, fue desaforado por oficio de la Corte de Apelaciones de Concepción, a raíz de las acusaciones en su contra.
Fue detenido en septiembre de 1950, por orden judicial, pero en marzo de 1951 se escapó del hospital donde estaba reponiéndose de algunas dolencias. Se mantuvo prófugo hasta fines de 1952, cuando fue indultado.
En 1961 fue reelecto diputado, pero por la Séptima Agrupación Departamental "Santiago", Primer Distrito, para el período 1961-1965; integró la Comisión Permanente de Trabajo y Legislación Social. Miembro de la Comisión Especial Central Única de Trabajadores, CUT, 1961; Especial Investigadora del Problema del Petróleo, 1963 y 1964; Especial de la Vivienda, 1963 y 1964; 1964 y 1965. Tras dejar sus labores parlamentarias siguió vinculado a la actividad política.

### Detención y desaparición
El 2 de abril de 1976, Araya, su esposa, su cuñado y sus nietos fueron detenidos por siete agentes de la Dirección de Inteligencia Nacional (DINA) en su casa en Quintero, en la Provincia de Valparaíso. Todos fueron trasladados al Cuartel Venecia de la DINA en la comuna de Independencia, Santiago. Su cuñado y los niños fueron puestos en libertad, pero el matrimonio continúa desaparecido. Un funcionario retirado de Carabineros confesó que vigiló el domicilio de la familia en la capital.
El 5 de abril de 1976 se interpuso el primer recurso de amparo a favor de la pareja Araya-Flores, el que fue rechazado por la Corte de Apelaciones de Santiago. Por aquel entonces, el Ministerio del Interior negó la detención, mientras que la cartera de Relaciones Exteriores aseguraba que los desaparecidos registraban salidas del país por el Aeropuerto de Pudahuel y el Paso Los Libertadores. Ante las contradictorias versiones de las autoridades, la familia insistió presentando nuevos recursos judiciales.
La desaparición fue incluida en las investigaciones por el Caso Calle Conferencia, operación en la cual el régimen intentó descabezar a la cúpula del Partido Comunista. El juez Juan Guzmán Tapia sometió a proceso al exdirector de la DINA, Manuel Contreras, por la desaparición del matrimonio. En junio de 2017, la Corte de Santiago condenó a 10 agentes del organismo de inteligencia por su responsabilidad en el delito de secuestro calificado de la pareja.
Durante abril de 2013 el caso de Bernardo Araya tuvo una especial reaparición mediática, ya que Mónica, una de sus cuatro hijos, apareció enfrentando a vándalos que realizaban destrozos durante una marcha estudiantil en las cercanías de la Estación Mapocho.